# Elliptera usingeri
Elliptera usingeri är en tvåvingeart som beskrevs av Alexander 1966. Elliptera usingeri ingår i släktet Elliptera och familjen småharkrankar. Inga underarter finns listade i Catalogue of Life.